# Joey Dee & the Starliters
Joey Dee & the Starliters was een populaire Amerikaanse band uit de vroege jaren 1960. De band is vooral bekend om hun miljoenenseller Peppermint Twist (1961). De meest opvallende bezetting van de band bestond uit Joey Dee, David Brigati, Larry Vernieri (zang), Carlton Lattimore (orgel), Sam Taylor (gitaar) en Willie Davis (drums). Jimi Hendrix en Joe Pesci speelden in de jaren 1960 op verschillende momenten gitaar met de band.

## Bezetting bij oprichting
- Joseph 'Joey Dee' DiNicola
- Carlton Lattimor (orgel)
- Willie Davis (drums)
- Larry Vernieri (zang)
- David Brigati (zang)
- San Taylor (gitaar)

## Biografie

### Vroege singles
Joey Dee geboren als Joseph DiNicola, (Passaic, 11 juni 1940) formeerde de band in 1958. Met zanger Rogers Freeman, werd de eerste single Lorraine van Joey Dee & The Starliters ,ondersteund door The Girl I Walk To School in 1958, gedistribueerd door het bedrijf Little. Datzelfde jaar rekruteerde Joey Dee David Brigati voor het team nadat hij hem had ontmoet tijdens een optreden op de Garfield High School in New Jersey. David en Joey zouden vervolgens de vocale eer voor The Starliters delen, waarbij Joey uiteindelijk de primaire zanger werd. Een andere vroege single voor de band was Face of an Angel, met David als leadzanger, uitgebracht bij Scepter Records. De keerzijde was Shimmy Baby. Het album The Peppermint Twisters, toegeschreven aan Joey Dee & the Starlighters, werd vervolgens ook uitgebracht door het bedrijf Scepter.

### De jaren 1960
In 1960 werden The Starliters opgemerkt door agent Don Davis tijdens een optreden in de nachtclub Oliveri's in Lodi. De band was geboekt op de intieme locatie Peppermint Lounge in 45th Street in New York, voor wat een eenmalig weekendoptreden moest zijn. Tijdens hun eerste optreden in de nachtclub dansten actrice Merle Oberon en Prince Serge Oblinski daar een groot deel van de nacht, waarvan de volgende ochtend verslag werd gedaan door de columnisten Earl Wilson en Cholly Knickerbocker. De volgende nacht waren er barricades en bereden politie nodig om de menigte in het gareel te houden, die zich naar Broadway had teruggetrokken en gedurende enkele maanden daarna ging de rage door in de Lounge. Beroemde bezoekers als Judy Garland, John Wayne, Jackie Kennedy, Nat 'King' Cole, Shirley MacLaine, Tennessee Williams, Truman Capote en Liberace bleven hun opwachting maken. Dee en co waren zo'n sensatie dat ze meer dan een jaar de huisband van de Peppermint Lounge werden. Dee schreef samen met producent Henry Glover Peppermint Twist als een eerbetoon aan de lounge en het nummer bezette begin 1962 de nummer 1 in de Amerikaanse hitlijsten. Er werden meer dan een miljoen exemplaren van verkocht en het werd bekroond met een gouden schijf. Tegen die tijd had het team een contract gesloten met Roulette Records.
In 1961 filmden Joey Dee & The Starliters de film Hey, Let's Twist, met in de hoofdrol Jo Ann Campbell en Teddy Randazzo voor Paramount Pictures. Hey, Let's Twist was een fictief verhaal van Joey Dee (Randazzo en Dino DiLuca speelden respectievelijk de rollen van Joey's broer en vader) en de Peppermint Lounge. De publicatie speelde in op de huidige rage en maakte de eens zo obscure Lounge beroemd. Het film- en soundtrackalbum droegen bij aan het maken van de Peppermint Lounge tot een wereldberoemde locatie. Succesvolle singles die voortkwamen uit Hey, Let's Twist waren het titelnummer en Shout, Part I, dat het op een na best verkochte album van de band werd en de zesde plaats bereikte in de Amerikaanse hitlijsten. Er werden ook een miljoen exemplaren van verkocht, wat de band hun tweede gouden schijf opleverde. Andere albums die in deze periode werden uitgebracht, waren Doin' The Twist, die live werd opgenomen in de Peppermint Lounge, en All The World's Twistin' With Joey Dee & the Starliters (1961).
In 1962 schitterden Joey Dee & The Starliters in hun tweede film Two Tickets to Paris, samen met Gary Crosby, Jeri Lynne Fraser en Kay Medford. Een van de nummers uit deze film, What Kind Of Love Is This, geschreven door Johnny Nash, werd in september van dat jaar uitgebracht en scoorde in de Top 20. In december 1962 deden de oorspronkelijke Starliters hun laatste opnamesessie als band met de productie van Help Me Pick Up the Pieces, eveneens gecomponeerd door Nash, en Baby, You're Driving Me Crazy, geschreven door Joey Dee en Henry Glover. In 1963 nam Joey Dee het album Dance, Dance, Dance op met The Ronettes als achtergrondgroep. In de lente van dat jaar bracht Roulette het nummer Hot Pastrami with Mashed Potatoes uit van het eerder uitgebrachte livealbum als een tweedelige single. De plaat plaatste zich in de Amerikaanse Top 40. Roulette bracht later Ya Ya en Fannie Mae uit van hetzelfde album. Eveneens in 1963 citeert voormalig Mersey Beat-redacteur Bill Harry in zijn albumnotities voor de cd The Early Tapes Of The Beatles uit 2004 dat de band de begeleidingsband was op het nummer Ruby Baby van Tony Sheridan, hoewel dit door geen enkel lid is bevestigd. Het nummer is op grote schaal heruitgegeven op verschillende versies van de Beatles Hamburg Recordings. In oktober en november 1963 toerden The Starliters door Europa en speelden ze een buitengewone avond in Stockholm met The Beatles (nu al de grootste band in Noord-Europa) als openingsact. In 1964 toerde Joey Dee met verschillende Starliters, waaronder de toekomstige Young Rascals Gene Cornish, Felix Cavaliere en Davids broer Eddie Brigati.

### Latere geschiedenis
Dee bleef solo-opnamen opnemen en uitgeven van medio jaren 1960 tot medio jaren 1970, waaronder het nummer How Can I Forget, dat hij schreef met de oorspronkelijke Starliters David Brigati en Larry Vernieri, dat werd uitgebracht onder de naam Joey Dee & the New sterliters. Hij bleef reizen en maakte persoonlijke optredens met verschillende Starliters.
In 2001 was de band te zien in de PBS-special Rock, Rhythm and Doo-Wop en in 2005 verschenen ze in de Jerry Lewis-telethon voor spierdystrofie.
Vanaf 2009 bestaat Joey Dee & the Starliters uit Dee, die soms optreedt met Bob Valli (broer van Frankie Valli) en de oorspronkelijke Starliter David Brigati en op andere momenten met de oorspronkelijke Soul Survivors Charlie en Richie Ingui, waarbij de drie zangers de leadzang deden en hun eigen hits en covers uitvoerden. Joey's zoon Ronnie DiNicola speelt vaak saxofoon en zingt achtergrondzang voor zijn vader. Ronnie's band Dee Force diende als The Starlighters in de jaren 1990, waaronder ook Manfredo Fest's zoon Phil Fest op gitaar.
Op zondag 19 september 2010 werd een straathoek gewijd aan de band in hun woonplaats Passaic. De straatsignalisatie vond plaats op de hoek van Washington Place en Columbia Ave.

## Discografie

### Singles
- 1960: Face of an Angel
- 1961: Peppermint Twist
- 1962: Everytime (I Think About You)
- 1962: Wing-Ding
- 1962: I Lost My Baby
- 1962: Mashed Potatoes
- 1962: Hey, Let's Twist
- 1962: Roly Poly
- 1962: Shout – Part I
- 1962: Ya Ya
- 1962: What Kind of Love Is This
- 1962: Hello Josephine
- 1962: I Lost My Baby
- 1963: Baby, You're Driving Me Crazy
- 1963: Hot Pastrami with Mashed Potatoes
- 1963: No No
- 1964: Bitte, Bitte, Baby
- 1967: Put Your Heart in It

### Ep's
- 1961: Ya Ya
- 1962: Todo el mundo baila twist
- 1962: Peppermint Twist
- 1962: Hey Let’s Twist! Volume 1
- 1962: Twistin’ with Joey Dee! Volume II
- 1962: Twistin’ at the Peppermint Lounge with Joey Dee! Volume III
- 1963: All the World Is Twistin’ with Joey Dee
- 1963: Surfin’ 1
- 1963: Surfin’ 2
- 1966: Guantanamera
- 1967: Guantanamera / Reach Out I’ll Be There / Land of a 1.000 Dances / Black Is Black

### Albums
- 1962: Doin' the Twist at the Peppermint Lounge
- 1962: Hey, Let's Twist!
- 1962: Back at the Peppermint Lounge / Twistin'
- 1962: The Peppermint Twisters
- 1962: All the World Is Twistin'!
- 1962: Two Tickets to Paris
- 1966: Hitsville!

### Compilaties
- 1964: Portrait of Joey Dee
- 1970: Rock Story – Vol. 3
- 1979: The Story of Rock and Roll
- 1990: Hey Let's Twist! The Best of Joey Dee and the Starliters

### NPO Radio 2 Top 2000
Van Joey Dee & the Starliters stond alleen Ya Ya in 2000 in de NPO Radio 2 Top 2000, op plek 1998.